# اسلام در آسیا

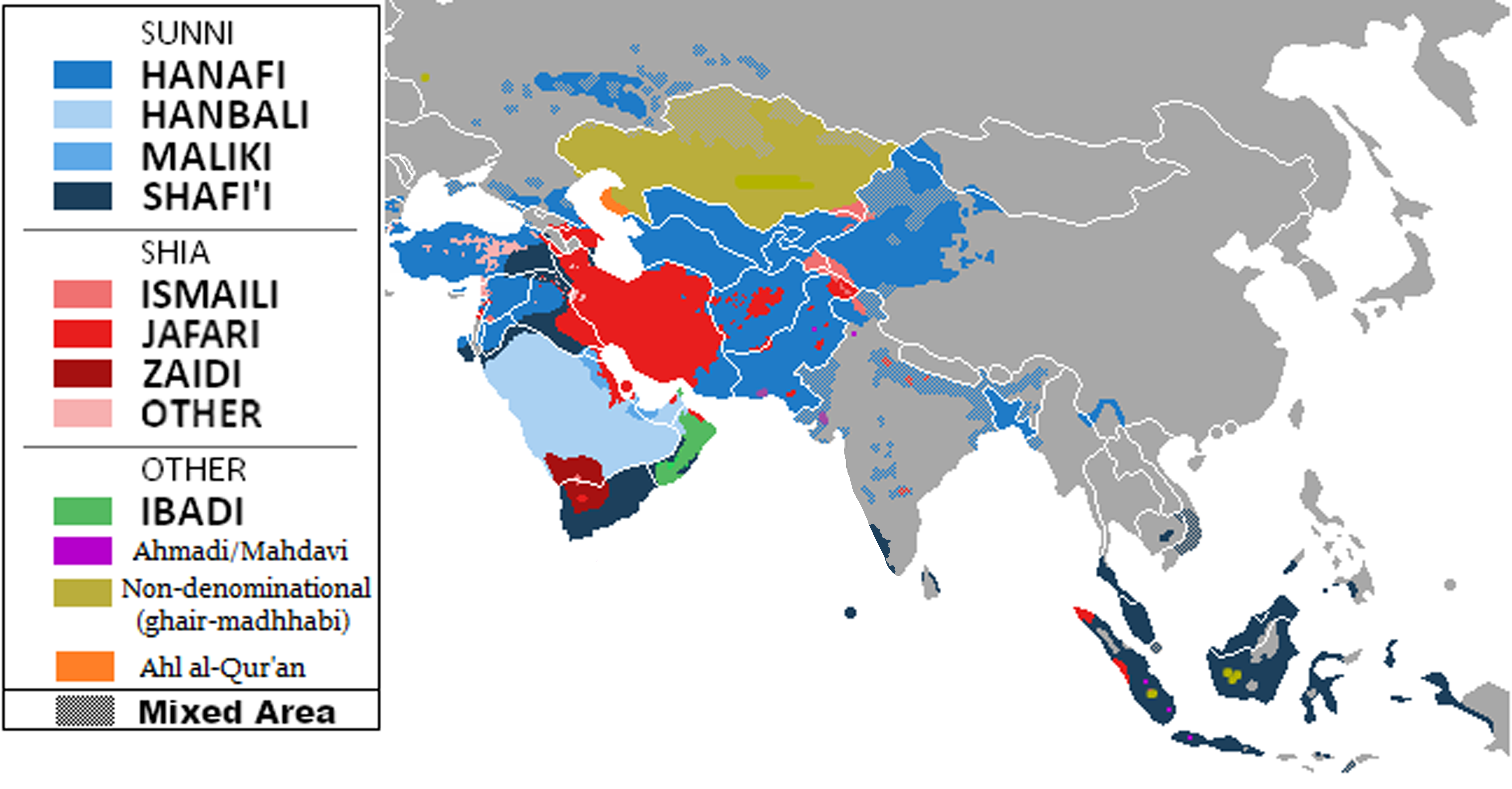
پراکندگی فرقه های اسلام در آسیا

آسیا به عنوان قاره‌ای که مهد اسلام بوده، دربرگیرنده مهم‌ترین بخش‌ها از جغرافیای جهان اسلام است، و نقش مهمی در تاریخ اسلام داشته‌است. اسلام در سده ۷ میلادی در شبه جزیره عربستان آغاز شد و پس از آن طی ۱۴ قرن به اقصی نقاط دنیا گسترش یافت.
| منطقه         | جمعیت کل      | مسلمانان      | ٪ مسلمانان | ٪ از کل مسلمانان |
| ------------- | ------------- | ------------- | ---------- | ---------------- |
| آسیای مرکزی   | ۹۲٬۰۱۹٬۱۶۶    | ۷۶٬۱۰۵٬۹۶۲    | ۸۲٫۷۰۷٪    | ۵٫۱۵۵٪           |
| آسیای شرقی    | ۱٬۵۲۷٬۹۶۰٬۲۶۱ | ۳۹٬۶۰۹٬۳۵۰    | ۲٫۵۹۲٪     | ۲٫۶۸۳٪           |
| خاور میانه    | ۲۷۴٬۷۷۵٬۵۲۷   | ۲۵۲٬۲۱۹٬۸۳۲   | ۹۱٫۷۹۱٪    | ۱۷٫۰۸۵٪          |
| آسیای جنوبی   | ۱٬۴۳۷٬۳۲۶٬۶۸۲ | ۴۵۶٬۰۶۲٬۶۴۱   | ۲۸٫۹۴۷٪    | ۲۸٫۱۸۴٪          |
| جنوب شرق آسیا | ۵۷۱٬۳۳۷٬۰۷۰   | ۲۳۹٬۵۶۶٬۲۲۰   | ۴۱٫۹۳۱٪    | ۱۶٫۲۲۸٪          |
| جمع           | ۳٬۹۰۳٬۴۱۸٬۷۰۶ | ۱٬۰۲۳٬۵۶۴٬۰۰۵ | ۲۶٫۲۲۲٪    | ۶۹٫۳۳۶٪          |